# Guinea ai Giochi della XXX Olimpiade
La Guinea ha partecipato ai Giochi della XXX Olimpiade di Londra che si sono svolti dal 27 luglio al 12 agosto 2012. È stata la 10ª partecipazione degli atleti guineani ai giochi olimpici estivi.
Gli atleti della delegazione guineana sono stati 4 (2 uomini e 2 donne), in 3 discipline. Il portabandiera è stato il judoka Facinet Keita.
Nel corso della manifestazione, la Guinea non ha ottenuto alcuna medaglia.

## Atletica leggera
| Q | Qualificato al turno successivo per la posizione in qualificazione                                                           |
| q | Qualificato per il turno successivo per ripescaggio o, negli eventi su campo, conquistando la misura minima per qualificarsi |

### Maschile
Eventi di corsa su pista e strada
| Atleta        | Evento | Batteria  | Batteria  | Semifinale      | Semifinale      | Finale          | Finale          |
| Atleta        | Evento | Risultato | Posizione | Risultato       | Posizione       | Risultato       | Posizione       |
| ------------- | ------ | --------- | --------- | --------------- | --------------- | --------------- | --------------- |
| Mamadou Barry | 1500 m | 4'05"08   | 14º       | non qualificato | non qualificato | non qualificato | non qualificato |

### Femminile
Eventi di corsa su pista e strada
| Atleta        | Evento | Batteria  | Batteria  | Quarto di finale | Quarto di finale | Semifinale      | Semifinale      | Finale          | Finale          |
| Atleta        | Evento | Risultato | Posizione | Risultato        | Posizione        | Risultato       | Posizione       | Risultato       | Posizione       |
| ------------- | ------ | --------- | --------- | ---------------- | ---------------- | --------------- | --------------- | --------------- | --------------- |
| Aissata Toure | 100 m  | 13"25     | 7ª        | non qualificata  | non qualificata  | non qualificata | non qualificata | non qualificata | non qualificata |

## Judo
Maschile
| Atleta        | Evento  | Preliminari          | 16-esimi                        | Ottavi               | Quarti               | Semifinali           | Ripescaggio          | Med. bronzo          | Finale               | Posizione       |
| Atleta        | Evento  | Avversario Risultato | Avversario Risultato            | Avversario Risultato | Avversario Risultato | Avversario Risultato | Avversario Risultato | Avversario Risultato | Avversario Risultato | Posizione       |
| ------------- | ------- | -------------------- | ------------------------------- | -------------------- | -------------------- | -------------------- | -------------------- | -------------------- | -------------------- | --------------- |
| Facinet Keita | +100 kg | Bye                  | R. Blas Jr. (GUM) P (0002–0101) | non qualificato      | non qualificato      | non qualificato      | non qualificato      | non qualificato      | non qualificato      | non qualificato |

## Nuoto e sport acquatici

### Nuoto
Femminile
| Atleta      | Evento     | Batterie | Batterie   | Semifinali      | Semifinali      | Finale          | Finale          |
| Atleta      | Evento     | Tempo    | Classifica | Tempo           | Classifica      | Tempo           | Classifica      |
| ----------- | ---------- | -------- | ---------- | --------------- | --------------- | --------------- | --------------- |
| Dede Camara | 100 m rana | 1'38"54  | 46ª        | non qualificata | non qualificata | non qualificata | non qualificata |